# 柔毛凤仙花
柔毛凤仙花（学名：Impatiens puberula）是凤仙花科凤仙花属的植物。分布于不丹、尼泊尔、锡金以及中国大陆的西藏等地，生长于海拔2,100米至2,500米的地区，多生在林缘草丛中以及林下，目前尚未由人工引种栽培。